# Megaselia advena
Megaselia advena är en tvåvingeart som beskrevs av Borgmeier 1964. Megaselia advena ingår i släktet Megaselia och familjen puckelflugor.
Artens utbredningsområde är Alaska. Inga underarter finns listade i Catalogue of Life.